# Епистроф
Епистроф (грч. Ἐπίστροφος) је у грчкој митологији било име више личности.

## Етимологија
Име ових личности има значење „врдање“.

## Митологија
1. У Хомеровој „Илијади“, али и према Аполодору и Хигину, Епистроф је био син Ифита и Хиполите. Пошто је био један од просилаца лепе Хелене, учествовао је у тројанском рату, где је предводио Фокијане.[2] Хигин је писао да је са својим братом у рат довео десет бродова.[3] Према неким изворима, убио га је Хектор још током прве битке.[4]
2. У Хомеровој „Илијади“ и један Тројанац је имао име Епистроф. Био је син Евена, краља Лирнеса. Њега и његовог брата Мина је убио Ахил када је преузео град.[5]
3. Према Аполодору и Страбону, био је један од тројанских главешина током тројанског рата. Био је вођа људи из Ализоније, али и Амазонки. Убио га је Ахил. Био је Мекистејев син и Одијев брат.[6]

## Биологија
Латинско име ових личности (Epistrophus) је назив за род у оквиру групе инсеката.